# Wesley Chapel, Florida
Wesley Chapel är en ort (CDP) i Pasco County, i delstaten Florida, USA. Enligt United States Census Bureau har orten en folkmängd på 44 092 invånare (2010) och en landarea på 114 km².